# Abdellah Bidane
Abdellah Bidane lub Abdellah Bidar (ur. 19 sierpnia 1967) – marokański piłkarz grający na pozycji obrońcy.

## Kariera klubowa
Abdellah Bidane w czasie Mistrzostw Świata 1986 grał w Olympique Khouribga.

## Kariera reprezentacyjna
W reprezentacji Maroka Abdellah Bidane grał w latach osiemdziesiątych. W 1986 roku uczestniczył w Mistrzostwach Świata 1986 w Meksyku.Na Mundialu był rezerwowym i nie wystąpił w żadnym spotkaniu. W tym samym roku zajął z Marokiem 4. miejsce w Pucharze Narodów Afryki 1986. W 1989 roku uczestniczył w przegranych eliminacjach do Mistrzostw Świata 1990.